# محكمة المهداوي

المحكمة العسكرية العليا الخاصة / محكمة الشعب / محكمة المهداوي

أحد جلسات الحكم في محكمة المهداوي

رئيس المحكمة العقيد فاضل عباس المهداوي

المحكمة العسكرية العليا الخاصة واسمها الرسمي محكمة الشعب او محكمة المهداوي، وهي محكمة أسست عام 1958م، بأمر من الزعيم عبد الكريم قاسم رئيس وزراء في العراق بموجب المرسوم الجمهوري المرقم (18) والمؤرخ في 20 تموز 1958، والمعدل في المرسوم الجمهوري المرقم (164) والمؤرخ في 15 آب 1958، والقاضي بتعيين العقيد فاضل عباس المهداوي رئيساً للمحكمة العسكرية العليا الخاصة، وبعضوية كل من السادة المقدم عبد الهادي الراوي، والمقدم فتاح الشالي، والمقدم شاكر محمود السلام، والرئيس الأول (الرائد) إبراهيم عباس اللامي، والرئيس الأول كامل الشماع، عضواً احتياط وشكلت المحكمة آنذاك لمحاكمة الوزراء والمسؤولين في النظام الملكي، أما المدعي العام فكان ماجد محمد أمين، وكانت تعقد جلساتها في قاعة الشعب في منطقة باب المعظم قرب مبنى وزارة الدفاع في بغداد، وهي باقية إلى الآن وكان يتم نقل وقائع جلساتها على الهواء مباشرةً في المذياع والتلفاز ومن ثم تم تغيير أعضاء المحكمة بحيث نقل المقدم عبد الهادي الراوي وأصبح خلفاً لهُ المقدم حسين خضر الدوري ومن ثم الرئيس الأول فاضل مصلح بدلاً من المقدم شاكر محمود السلام والرئيس الأول محمود جعفر الجلبي بدلاً من الرئيس الأول كامل الشماع. ولقد استمرت جلسات المحكمة حتى سقوط نظام الزعيم عبد الكريم قاسم في عام 1963م، وشهدت هذه المحكمة محاكمة رجال العهد الملكي في العراق، ورجال انقلاب الشواف في الموصل عام 1959م، ومحاكمة الرئيس الأسبق عبد السلام عارف بتهمة محاولة اغتيال عبد الكريم قاسم، وكذلك محاكمة عدد كبير من البعثيين والقوميين الذين اتهموا بمحاولة اغتيال قاسم عام 1959م.

## الانتقادات الموجهة لها
يرى المعارضون لطريقة سير تلك المحكمة إنها وبسبب رئيس المحكمة العقيد فاضل المهداوي، فقد كانت منبراً وواجهة إعلامية للحكومة واستخدمت إسلوب إهانة الموقوفين أثناء البث المباشر للجلسات عبر شاشات التلفزيون.
وكان العقيد فاضل عباس المهداوي ابن خالة الزعيم عبد الكريم قاسم وهو منحاز لصالحهِ وجهته ولا يصلح أن يكون حاكما.